# Лауреаты Сталинской премии в области литературы и искусства (1948)
В 1948 году были названы лауреаты премии за 1947 год в Постановлениях Совета Министров СССР «O присуждении Сталинских премий за выдающиеся работы в области литературы и кинематографии за 1947 год» (опубликовано в газете «Правда» 2 апреля 1948 года) и «О присуждении Сталинских премий за выдающиеся работы в области искусства за 1947 год» (опубликовано в газете «Правда» 21 апреля 1948 года).

## а. Художественная проза
Первая степень — 100 000 рублей
1. Бубеннов, Михаил Семёнович — за 1-ю книгу романа «Белая берёза» (1947)
2. Павленко, Пётр Андреевич — за роман «Счастье» (1947)
3. Эренбург Илья Григорьевич (Гиршевич) — за роман «Буря» (1946—1947)

Вторая степень — 50 000 рублей
1. Гончар (Олесь) Александр Терентьевич — за роман «Знаменосцы» (ч. 1 «Альпы», ч. 2 «Голубой Дунай» (1946—1947)
2. Казакевич, Эммануил Генрихович — за повесть «Звезда» (1947)
3. Кербабаев, Берды Мурадович — за роман «Решающий шаг» (1940—1947)
4. Костылев, Валентин Иванович — за трилогию «Иван Грозный» (1943—1947)
5. Панова, Вера Фёдоровна — за роман «Кружилиха» (1947)
6. Панфёров, Фёдор Иванович — за роман «Борьба за мир» (1946—1947)

Третья степень — 25 000 рублей
1. Авдеев, Виктор Фёдорович — за повесть «Гурты на дорогах» (1947)
2. Галин (Рогалин) Борис Абрамович — за очерки «В Донбассе», «В одном населённом пункте» (1947)
3. Керашев, Тембот Магометович — за роман «Дорога к счастью» (1940)
4. Кетлинская, Вера Казимировна — за роман «В осаде» (1947)
5. Козлов, Иван Андреевич — за книгу «В крымском подполье» (1947)
6. Ликстанов, Иосиф Исаакович — за повесть «Малышок» (1947)
7. Михайлов, Николай Николаевич — за книгу «Над картой Родины» (1947)

## б. Поэзия
Первая степень — 100 000 рублей
1. Грибачёв, Николай Матвеевич — за поэму «Колхоз „Большевик“» (1947)
2. Недогонов, Алексей Иванович (посмертно) — за поэму «Флаг над сельсоветом» (1947)
3. Сосюра, Владимир Николаевич — за сборник стихов «Чтобы сады шумели…» (1947)

Вторая степень — 50 000 рублей
1. Судрабкалн, Ян (Пейне Арвид Карлович) — за сборник стихов «В братской семье» (1947)
2. Максим Танк (Скурко Евгений Иванович) — за сборник стихов «Кабы ведали» (1948)
3. Турсун-Заде, Мирзо — за стихотворения «Индийская баллада», «Ганг», «Шли с туманного запада люди…», «Тара-чандри», «Висячий сад в Бомбее», «В человеческой памяти»

## в. Драматургия
Первая степень — 100 000 рублей
1. Ромашов, Борис Сергеевич — за пьесу «Великая сила» (1947)
2. Якобсон, Аугуст Михкелевич — за пьесу «Борьба без линии фронта» (1947)

Вторая степень — 50 000 рублей
1. Вирта (Карельский) Николай Евгеньевич — за пьесу «Хлеб наш насущный» (1947)
2. Софронов, Анатолий Владимирович — за пьесу «В одном городе» (1947)

## г. Литературная критика и искусствоведение
Первая степень — 100 000 рублей
1. Асафьев, Борис Владимирович (Игорь Глебов), академик, — за книгу «Глинка» (1947)

Вторая степень — 50 000 рублей
1. Мейлах, Борис Соломонович, профессор, — за книгу «Ленин и проблемы русской литературы конца XIX и начала XX века» (1947)
2. Нечкина, Милица Васильевна, профессор, — за книгу «Грибоедов и декабристы» (1947)

## д. Художественная кинематография
Первая степень — 100 000 рублей
1. Пырьев, Иван Александрович, режиссёр, Помещиков, Евгений Михайлович, Рожков, Николай Васильевич, сценаристы, Павлов, Валентин Ефимович, оператор, Крюков Николай Николаевич, композитор, Ладынина, Марина Алексеевна, исполнительница роли Натальи Павловны Малининой, Дружников, Владимир Васильевич, исполнитель роли Андрея Николаевича Балашова, Андреев, Борис Фёдорович, исполнитель роли Якова Захаровича Бурмака, Васильева, Вера Кузьминична, исполнительница роли Анастасии Петровны Гусенковой, — за цветную кинокартину «Сказание о земле Сибирской» (1947), снятую на киностудии «Мосфильм»
2. Донской, Марк Семёнович, режиссёр, Смирнова Мария Николаевна, сценарист, Урусевский, Сергей Павлович, оператор, Марецкая, Вера Петровна, исполнительница роли Варвары Васильевны Мартыновой, — за кинокартину «Сельская учительница» (1947), снятую на киностудии «Союздетфильм»
3. Ромм, Михаил Ильич, режиссёр, Волчек Борис (Бер) Израилевич, оператор, Мандель, Семён Соломонович, художник, Аксёнов, Всеволод Николаевич, исполнитель роли Гарри Смита, Кузьмина, Елена Александровна, исполнительница роли Джесси, Тенин, Борис Михайлович, исполнитель роли Боба Морфи, Астангов (Ружников) Михаил Фёдорович, исполнитель роли Макферсона, Названов, Михаил Михайлович, исполнитель роли Джека Гульда, — за кинокартину «Русский вопрос» (1947), снятую на киностудии «Мосфильм»

Вторая степень — 50 000 рублей
1. Раппопорт Герберт Морицевич, режиссёр, Лаур, Хуго Тынувич, исполнитель роли профессора Мийласа, Лаатс, Лия Карловна, исполнительница роли Лидии, Раяла, Лембит Якобович, исполнитель роли Ральфа, — за кинокартину «Жизнь в цитадели» (1947), снятую на киностудии «Ленфильм»
2. Козинцев Григорий Михайлович (Моисеевич), режиссёр, Герман, Юрий Павлович, сценарист, Москвин, Андрей Николаевич, оператор, Еней, Евгений Евгеньевич, художник, Скоробогатов, Константин Васильевич, исполнитель заглавной роли, — за кинокартину «Пирогов» (1947), снятую на киностудии «Ленфильм»
3. Ярматов, Камиль Ярматович, режиссёр, Хамраев, Раззак, исполнитель заглавной роли, Исматов, Асат, исполнитель роли Хусейна Байкары, — за кинокартину «Алишер Навои» (1947), снятую на Ташкентской киностудии
4. Барнет, Борис Васильевич, режиссёр, Блейман, Михаил Юрьевич, Исаев, Константин Фёдорович, Маклярский Исидор (Михаил) Борисович, сценаристы, Уманский, Мориц Борисович, художник, Кадочников, Павел Петрович, исполнитель роли майора Алексея Федотова, — за кинокартину «Подвиг разведчика» (1947), снятую на Киевской киностудии

## е. Хроникально-документальная кинематография
Первая степень — 100 000 рублей
1. Копалин, Илья Петрович, Сеткина-Нестерова, Ирина Фроловна, режиссёры; Агапов Борис Николаевич, сценарист, Фроленко, Владимир Анисимович, Халушаков, Рувим Борисович, операторы, Иофис, Евсей Абрамович, руководитель цветной лаборатории киностудии «Мосфильм», — за цветную кинокартину «День победившей страны» (1947)
2. Слуцкий, Михаил Яковлевич, Тасин (Розов) Георгий Николаевич, режиссёры; Кричевский, Абрам Григорьевич, Богдан, Константин Иванович, операторы, — за цветную кинокартину «Советская Украина» (1947)

Вторая степень — 50 000 рублей
1. Степанова, Лидия Ильинична, Киселёв Фёдор Иванович, режиссёры; Бачелис, Илья Израилевич, сценарист, Доброницкий, Виктор Васильевич, Семёнов, Сергей Андреевич, операторы, — за кинокартину «Москва — столица СССР» (1947)
2. Кристи, Леонид Михайлович, Гуров, Сергей Николаевич, режиссёры; Соколов, Борис Александрович, Сёмин, Алексей Георгиевич, операторы, — за кинокартину «Советская Латвия» (1947)
3. Бойков, Владимир Николаевич, режиссёр, Макасеев, Борис Константинович, Ошурков, Михаил Фёдорович, Щекутьев, Александр Гаврилович, Вихирев, Николай Александрович, операторы, — за цветную кинокартину «День воздушного флота СССР» (1947)
4. Венжер, Ирина Владимировна, Бубрик, Самуил Давидович, режиссёры; Беляков, Иван Иванович, Трояновский, Марк Антонович, операторы, — за цветную кинокартину «Всесоюзный парад физкультурников 1947 года» (1947)

## ж. Музыка

### I. Крупные музыкально-сценические и вокальные произведения (опера, балет, оратория, кантата)
Первая степень — 100 000 рублей
1. Таллат-Келпша Иосиф Антонович (Юозас Антано) — за «Кантату о Сталине»

Вторая степень — 50 000 рублей
1. Брусиловский, Евгений Григорьевич — за кантату «Советский Казахстан»
2. Жиганов, Назиб Гаязович — за оперу «Алтын Чач» (1941)

### II. Крупные инструментальные произведения
Первая степень — 100 000 рублей
1. Глиэр, Рейнгольд Морицевич — за квартет № 4 (1946)

Вторая степень — 50 000 рублей
1. Караев, Кара Абульфаз оглы — за симфоническую поэму «Лейли и Меджнун» (1947)

### III. Произведения малых форм
Вторая степень — 50 000 рублей
1. Мокроусов, Борис Андреевич — за песни «Заветный камень», «О родной земле», «Одинокая гармонь», «Хороши весной в саду цветочки…»
2. Новиков, Анатолий Григорьевич — за массовую песню «Гимн демократической молодёжи мира» (1947)

### IV. Концертно-исполнительская деятельность
Первая степень — 100 000 рублей
1. Гедике, Александр Фёдорович, профессор, органист
2. Верёвка, Григорий Гурьевич, профессор, дирижёр

Вторая степень — 50 000 рублей
1. Александрович Михаил Давыдович, певец
2. Байсеитова Куляш (Гульбахрам Жасымовна), певица

## з. Живопись
Первая степень — 100 000 рублей
1. Серов, Владимир Александрович — за картину «Ленин провозглашает Советскую власть» (1947)
2. Лактионов, Александр Иванович — за картину «Письмо с фронта» (1947)
3. Тоидзе, Ираклий Моисеевич — за картину «Выступление И. В. Сталина на торжественном заседании, посвящённом 24-й годовщине Великой Октябрьской социалистической революции» и за портрет И. В. Сталина

Вторая степень — 50 000 рублей
1. Хмелько, Михаил Иванович — за картину «За великий русский народ!» (1947)
2. Бубнов, Александр Павлович — за картину «Утро на Куликовом поле» (1943—1947)
3. Ромас, Яков Дорофеевич — за картину «На плоту» (1947)
4. Яр-Кравченко, Анатолий Никифорович — за картину «М. Горький читает тт. И. В. Сталину, В. М. Молотову и К. Е. Ворошилову свою сказку „Девушка и смерть“» и за портреты М. Горького,Д. Бедного, Джамбула, И. Барбаруса (Вареса), С. Нерис
5. Котов, Пётр Иванович — за портрет академика Н. Д. Зелинского (1947)

Третья степень — 25 000 рублей
1. Кибрик, Евгений Адольфович — за рисунки «Есть такая партия!», «Ленин в Разливе» из серии «Ленин в 1917 году» (1947)
2. Пузырьков, Виктор Григорьевич — за картину «Черноморцы» (1947)
3. Мелихов, Георгий Степанович — за картину «Молодой Тарас Шевченко у художника К. П. Брюллова» (1947)
4. Ефанов, Василий Прокофьевич — за портрет В. М. Молотова (1947)
5. Ульянов, Николай Павлович — за портрет К. С. Станиславского (1947)
6. Орешников, Виктор Михайлович — за картину «В. И. Ленин на экзамене в университете» (1947)

## и. Скульптура
Первая степень — 100 000 рублей
1. Томский, Николай Васильевич — за скульптурный портрет генерала армии И. Д. Черняховского (1947)
2. Николадзе, Яков Иванович — за скульптуру «В. И. Ленин в эпоху создания „Искры“» (1947)

Вторая степень — 50 000 рублей
1. Азгур, Заир Исаакович — за скульптурный портрет Ф. Э. Дзержинского (1947)
2. Вучетич, Евгений Викторович — за скульптурный портрет гвардии генерал-полковника В. И. Чуйкова (1947)
3. Виленский Зиновий (Залман) Моисеевич — за скульптурный портрет П. И. Чайковского (1947)

## к. Архитектура
Первая степень — 100 000 рублей
1. Щусев, Алексей Викторович, академик, автор; Мурадов, Уста-Ширин, почётный академик АН УзССР, Асланкулов Ташпулат, народные мастера; Джамилов, Усто Кули, Балтаев, Абдулла, Ахмаров Чингиз, Джураев, Балта, Джураев, Джамал, художники, — за архитектуру здания БУзбАТОБ имени А. Навои в Ташкенте

## л. Театрально-драматическое искусство
Первая степень — 100 000 рублей
1. Зубов, Константин Александрович, Петров Николай Васильевич, режиссёры, Анненков (Кокин) Николай Александрович, исполнитель роли Павла Степановича Лаврова, Григорьев, Фёдор Васильевич, исполнитель роли Трофима Игнатьевича Милягина, Гоголева, Елена Николаевна, исполнительница роли Клавдии Петровны Лавровой, Шатрова, Елена Митрофановна, исполнительница роли Евдокии Фёдоровны Милягиной, Владиславский (Ельник) Владимир Александрович, исполнитель роли Сергея Юлиановича Абуладзе, Турчанинова, Евдокия Дмитриевна, исполнительница роли Дарьи Васильевны, — за спектакль «Великая сила» Б. С. Ромашова, поставленный на сцене ГАМТ (1947)

Вторая степень — 50 000 рублей
1. Балюнас Вера Михайловна, режиссёр, Григулис, Арвид Петрович, автор пьесы, Амтман-Бриедит, Альфред Фрицевич, исполнитель роли Атвасара, Румниеце, Берта Фрицевна, исполнительница роли матери Крусы, Лине, Велта Мартыновна, исполнительница роли Кайвы, Фрейман Эрика (Лина Александровна), исполнительница роли, Зандерсон, Рихард Кришьянович, исполнитель роли, Клетниек, Карп Павлович, исполнитель роли, — за спектакль «Глина и фарфор» А. П. Григулиса, поставленный на сцене Театра драмы Латвийской ССР имени А. М. Упита
2. Санников, Константин Николаевич, режиссёр, Платонов, Борис Викторович, исполнитель заглавной роли, Глебов-Сорокин Глеб Павлович, исполнитель роли Кропли, Жданович-Платонова Ирина Флориановна, исполнительница роли Ани, — за спектакль «Константин Заслонов» А. Мовзона (А. И. Мовшензона), поставленный на сцене БелАДТ имени Я. Купалы (1947)
3. Крушельницкий, Марьян Михайлович, Дубовик, Леонтий Фёдорович, режиссёры, Греченко, Василий Николаевич, художник, Антонович-Будько Даниил Исидорович, исполнитель роли Швиденко, Сердюк, Александр Иванович, исполнитель роли Сергеева, Радчук, Фёдор Иванович, исполнитель роли Прокопа, — за спектакль «Генерал Ватутин» Л. Д. Дмитерко, поставленный на сцене ХУАДТ имени Т. Г. Шевченко (1947)
4. Искандеров Адиль Рза оглы, режиссёр, Фатуллаев, Нусрат Мовсум оглы, художник, Гаджиев Дагестанлы Исмаил, исполнитель роли С. М. Кирова, Кязим-Заде Кязим Зия, исполнитель роли Томсона, Афганлы Джафар Заде, исполнитель роли Фархада, Ахундов Сидги Рухулла, исполнитель роли Агаларова, Давудова, Марзия Юсуф кызы, исполнительница роли Гюлбзар, Алиев, Мирза Ага Али оглы, исполнитель роли Наджафбека, — за спектакль «Утро Востока» Э. К. Мамедханлы, поставленный на сцене АзАДТ имени М. Азизбекова (1947)

## м. Оперное искусство
Первая степень — 100 000 рублей
1. Покровский, Борис Александрович, режиссёр, Кондрашин, Кирилл Петрович, дирижёр, Дмитриев Владимир Владимирович, художник, Иванов Алексей Петрович, исполнитель партии Петра, Борисенко Вера Ивановна, исполнительница партии Груни, Щегольков, Николай Фёдорович, исполнитель партии Ерёмки, — за оперный спектакль «Вражья сила» А. Н. Серова, поставленный на сцене ГАБТ (1947)

## н. Балетное искусство
Первая степень — 100 000 рублей
1. Киладзе, Григорий Варфоломеевич, композитор и дирижёр, Чабукиани, Вахтанг Михайлович, режиссёр, Кобуладзе, Сергей Соломонович, художник, Кикалейшвили, Зураб Малакиевич, исполнитель партии Давриша, Цигнадзе, Вера Варламовна, исполнительница партии феи Добра, — за балетный спектакль «Синатле» Г. В. Киладзе, поставленный на сцене ГрАТОБ имени З. П. Палиашвили (1947)

Вторая степень — 50 000 рублей
1. Фенстер, Борис Александрович, режиссёр, Чулаки, Михаил Иванович, композитор, Зубковский, Николай Александрович, исполнитель партии Труффальдино, Кириллова, Галина Николаевна, исполнительница партии Беатриче, Исаева, Галина Ивановна и Розенберг, Валентина Максимовна, исполнительницы партии Смеральдины, — за балетный спектакль «Мнимый жених» М. И. Чулаки, поставленный на сцене ЛМАТОБ имени М. П. Мусоргского (1946)
2. Моисеев, Михаил Фёдорович, режиссёр, Морозов Игорь Владимирович, композитор, Зак, Исидор Аркадьевич, дирижёр, Кноблок, Борис Георгиевич, художник, Белова, Ариадна Александровна, — за балетный спектакль «Доктор Айболит» И. В. Морозова, поставленный на сцене Новосибирского театра оперы и балета (1947)